# ARM Rigel (PI-1107)
La ARM Rigel (PI-1107) es una patrulla interceptora de las 44 clase Polaris I que opera la Armada de México. Estas unidades fueron construidas en Suecia para la Armada.

## Diseño
Su diseño surge del desarrollado por el Ministerio de Materiales de Defensa de Suecia (stridsbåt 90H ["acorazado 90H", en sueco]), adaptado a las necesidades de la Armada de México, modificando los motores, equipo de navegación, aire acondicionado y sistema de fondeo (winche de popa). Está compuesta en su totalidad por aleación de aluminio; cuenta con una rampa de desembarco en la proa con acceso desde el interior de la embarcación.

## Historial
Actualmente la patrulla está incorporada a la Fuerza Naval del Golfo y del Caribe.